# Skoki do wody na Mistrzostwach Świata w Pływaniu 2022
Zawody w skokach do wody na 19. Mistrzostwach Świata w Pływaniu odbyły się w dniach 26 czerwca–3 lipca 2022 na krytym obiekcie pływackim Duna Aréna w Budapeszcie na Węgrzech.

## Harmonogram
Łącznie zostało rozegranych 13 konkurencji.
| Data       | Godzina UTC+02:00 | Konkurencja                                          |
| ---------- | ----------------- | ---------------------------------------------------- |
| 26 czerwca | 09:00             | Trampolina 3 m synchronicznie mężczyzn – eliminacje  |
| 26 czerwca | 12:00             | Wieża 10 m kobiet – eliminacje                       |
| 26 czerwca | 16:00             | Trampolina 3 m synchronicznie mężczyzn – finał       |
| 26 czerwca | 18:30             | Wieża 10 m kobiet – półfinał                         |
| 27 czerwca | 09:00             | Trampolina 3 m mężczyzn – eliminacje                 |
| 27 czerwca | 16:00             | Trampolina 3 m mężczyzn – półfinał                   |
| 27 czerwca | 19:00             | Wieża 10 m kobiet – finał                            |
| 28 czerwca | 10:00             | Wieża 10 m synchronicznie mężczyzn – eliminacje      |
| 28 czerwca | 16:00             | Trampolina 3 m mężczyzn – finał                      |
| 28 czerwca | 19:00             | Wieża 10 m synchronicznie mężczyzn – finał           |
| 29 czerwca | 10:00             | Trampolina 1 m kobiet – eliminacje                   |
| 29 czerwca | 14:30             | Konkurs drużynowy (3 m / 10 m) – finał               |
| 29 czerwca | 17:00             | Trampolina 1 m kobiet – finał                        |
| 29 czerwca | 19:00             | Trampolina 3 m synchronicznie par mieszanych – finał |
| 30 czerwca | 09:00             | Wieża 10 m synchronicznie kobiet – eliminacje        |
| 30 czerwca | 12:00             | Trampolina 1 m mężczyzn – eliminacje                 |
| 30 czerwca | 16:30             | Wieża 10 m synchronicznie kobiet – finał             |
| 30 czerwca | 19:00             | Trampolina 1 m mężczyzn – finał                      |
| 1 lipca    | 10:00             | Trampolina 3 m kobiet – eliminacje                   |
| 1 lipca    | 16:00             | Trampolina 3 m kobiet – półfinał                     |
| 1 lipca    | 19:00             | Wieża 10 m synchronicznie par mieszanych – finał     |
| 2 lipca    | 10:00             | Wieża 10 m mężczyzn – eliminacje                     |
| 2 lipca    | 16:00             | Wieża 10 m mężczyzn – półfinał                       |
| 2 lipca    | 19:00             | Trampolina 3 m kobiet – finał                        |
| 3 lipca    | 11:00             | Trampolina 3 m synchronicznie kobiet – eliminacje    |
| 3 lipca    | 15:00             | Trampolina 3 m synchronicznie kobiet – finał         |
| 3 lipca    | 17:00             | Wieża 10 m mężczyzn – finał                          |

## Medaliści

### Mężczyźni
| Konkurencja                               | Złoto                            | Złoto  | Srebro                                           | Srebro | Brąz                                         | Brąz   |
| Konkurencja                               | Zawodnik                         | Wynik  | Zawodnik                                         | Wynik  | Zawodnik                                     | Wynik  |
| Trampolina 1 m (szczegóły)                | Wang Zongyuan · Chiny            | 493,30 | Jack Laugher · Wielka Brytania                   | 426,95 | Li Shixin · Australia                        | 395,40 |
| Trampolina 3 m (szczegóły)                | Wang Zongyuan · Chiny            | 561,95 | Cao Yuan · Chiny                                 | 492,85 | Jack Laugher · Wielka Brytania               | 473,30 |
| Wieża 10 m (szczegóły)                    | Yang Jian · Chiny                | 515,55 | Rikuto Tamai · Japonia                           | 488,00 | Yang Hao · Chiny                             | 485,45 |
| Trampolina 3 m synchronicznie (szczegóły) | Chiny · Cao Yuan · Wang Zongyuan | 459,18 | Wielka Brytania · Anthony Harding · Jack Laugher | 451,71 | Niemcy · Timo Barthel · Lars Rüdiger         | 406,44 |
| Wieża 10 m synchronicznie (szczegóły)     | Chiny · Yang Hao · Lian Junjie   | 467,79 | Wielka Brytania · Matty Lee · Noah Williams      | 427,71 | Kanada · Rylan Wiens · Nathan Zsombor-Murray | 417,12 |

### Kobiety
| Konkurencja                               | Złoto                             | Złoto  | Srebro                                              | Srebro | Brąz                                            | Brąz   |
| Konkurencja                               | Zawodniczka                       | Wynik  | Zawodniczka                                         | Wynik  | Zawodniczka                                     | Wynik  |
| Trampolina 1 m (szczegóły)                | Li Yajie · Chiny                  | 300,85 | Sarah Bacon · Stany Zjednoczone                     | 276,65 | Mia Vallée · Kanada                             | 276,60 |
| Trampolina 3 m (szczegóły)                | Chen Yiwen · Chiny                | 366,90 | Mia Vallée · Kanada                                 | 329,00 | Chang Yani · Chiny                              | 325,85 |
| Wieża 10 m (szczegóły)                    | Chen Yuxi · Chiny                 | 417,25 | Quan Hongchan · Chiny                               | 416,95 | Pandelela Rinong · Malezja                      | 338,85 |
| Trampolina 3 m synchronicznie (szczegóły) | Chiny · Chang Yani · Chen Yiwen   | 343,14 | Japonia · Rin Kaneto · Sayaka Mikami                | 303,00 | Australia · Maddison Keeney · Anabelle Smith    | 294,12 |
| Wieża 10 m synchronicznie (szczegóły)     | Chiny · Chen Yuxi · Quan Hongchan | 368,40 | Stany Zjednoczone · Delaney Schnell · Katrina Young | 299,40 | Malezja · Nur Dhabitah Sabri · Pandelela Rinong | 298,68 |

### Konkurencje mieszane
| Konkurencja                                              | Złoto                              | Złoto  | Srebro                                     | Srebro | Brąz                                                       | Brąz   |
| Konkurencja                                              | Zawodniczka / Zawodnik             | Wynik  | Zawodniczka / Zawodnik                     | Wynik  | Zawodniczka / Zawodnik                                     | Wynik  |
| Trampolina 3 m synchronicznie par mieszanych (szczegóły) | Chiny · Zhu Zifeng · Lin Shan      | 324,15 | Włochy · Matteo Santoro · Chiara Pellacani | 293,55 | Wielka Brytania · James Heatly · Grace Reid                | 287,61 |
| Wieża 10 m synchronicznie par mieszanych (szczegóły)     | Chiny · Duan Yu · Ren Qian         | 341,16 | Ukraina · Sofia Łyskun · Ołeksij Sereda    | 317,01 | Stany Zjednoczone · Delaney Schnell · Carson Tyler         | 315,90 |
| Konkurs drużynowy (szczegóły)                            | Chiny · Quan Hongchan · Bai Yuming | 391,40 | Francja · Jade Gillet · Alexis Jandard     | 358,50 | Wielka Brytania · Andrea Spendolini-Sirieix · James Heatly | 357,60 |

## Klasyfikacja medalowa
| Miejsce | Państwo           | Złoto | Srebro | Brąz | Razem |
| ------- | ----------------- | ----- | ------ | ---- | ----- |
| 1.      | Chiny             | 13    | 2      | 2    | 17    |
| 2.      | Wielka Brytania   | 0     | 3      | 3    | 6     |
| 3.      | Stany Zjednoczone | 0     | 2      | 1    | 3     |
| 4.      | Japonia           | 0     | 2      | 0    | 2     |
| 5.      | Kanada            | 0     | 1      | 2    | 3     |
| 6.      | Francja           | 0     | 1      | 0    | 1     |
| 6.      | Ukraina           | 0     | 1      | 0    | 1     |
| 6.      | Włochy            | 0     | 1      | 0    | 1     |
| 9.      | Australia         | 0     | 0      | 2    | 2     |
| 9.      | Malezja           | 0     | 0      | 2    | 2     |
| 11.     | Niemcy            | 0     | 0      | 1    | 1     |
| Razem   | Razem             | 13    | 13     | 13   | 39    |